# 곰보벌레과
곰보벌레과(Cupedidae)는 원시딱정벌레아목에 속하는 작은 딱정벌레과의 하나이다. 9개 속에 약 30여 종으로 이루어져 있으며, 전 세계적(판게아)으로 분포하고 있다. 상당수의 멸종 종이 알려져 있으며, 기원은 트라이아스기까지 거슬러 올라간다.

## 특징
몸은 길쭉하고 납짝하며, 크기는 5~25 mm 정도이고, 색깔은 갈색, 거무스름한 색 또는 잿빛을 띤다. 유충은 나무에 구멍을 파고 들어가며, 보통 균류에 감염된 나무에서 산다. 그래서 가끔 나무로 된 구조물에서 발견된다. 북아메리카 서부에서 발견되는 프리아크마 세라타(Priacma serrata)는 가정용 표백제에 강한 반응을 보이는 것으로 유명하다.

## 하위 속
- Adinolepsis
- Ascioplaga
- Cupes
- Distocupes
- Paracupes
- Priacma
- Prolixocupes
- Rhipsideigma
- 곰보벌레속 (Tenomerga)

## 한국의 곰보벌레과 종
- 곰보벌레속 (Tenomerga)
  - 곰보벌레 (Tenomerga anguliscutus(Kolbe))